# Graniczna Placówka Kontrolna Kostrzyn

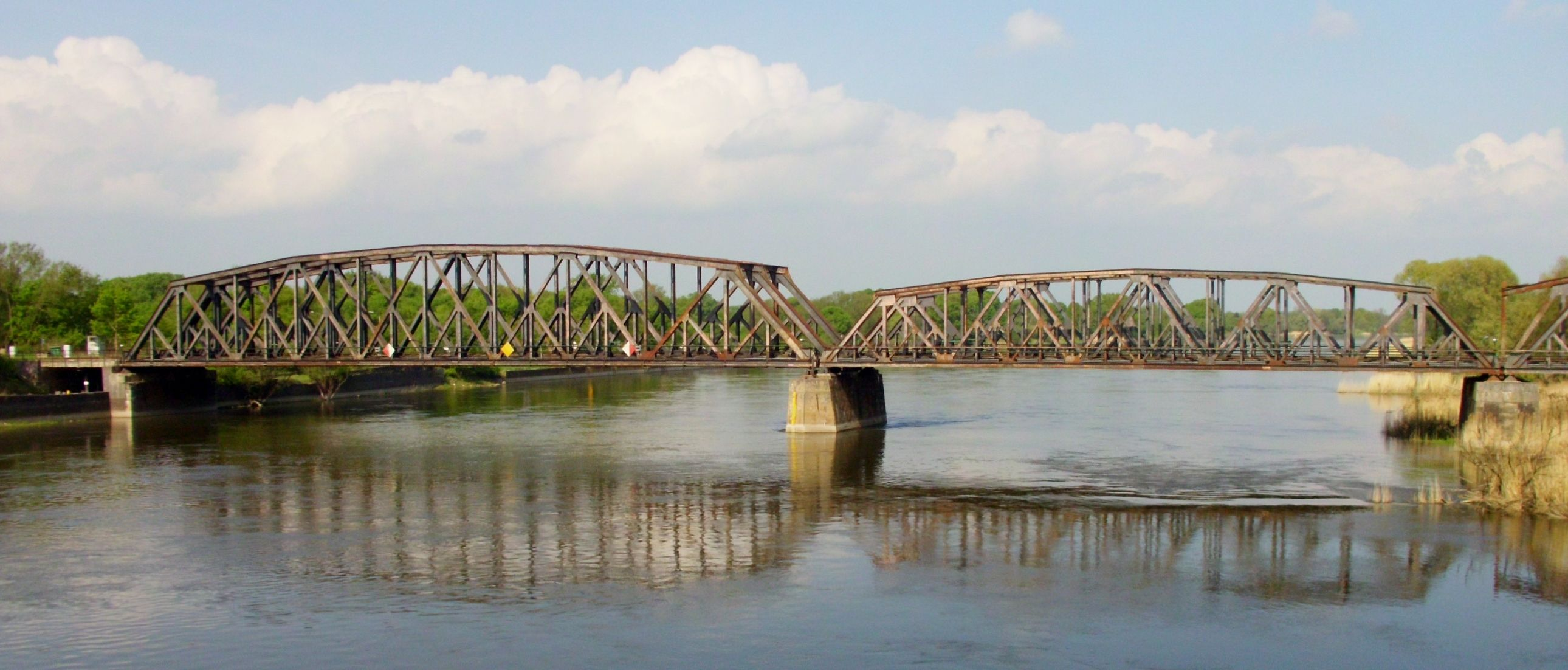
Kolejowy most graniczny Kietz-Kostrzyn

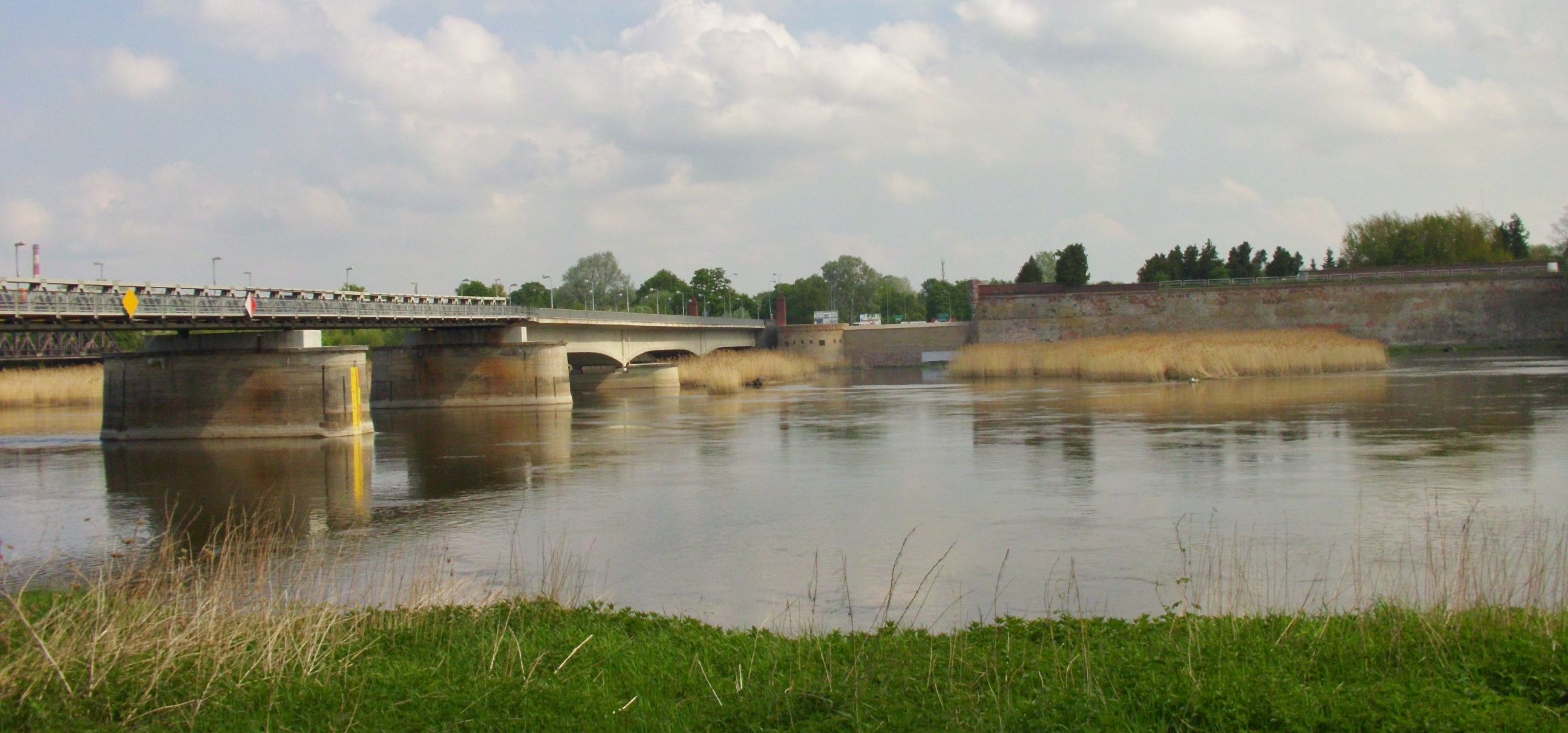
Drogowy most graniczny Kostrzyn-Kietz

Graniczna Placówka Kontrolna Kostrzyn – zlikwidowany pododdział Wojsk Ochrony Pogranicza wykonujący kontrolę graniczną osób, towarów i środków transportu bezpośrednio w przejściach granicznych na granicy granicy z Niemiecką Republiką Demokratyczną/Republiką Federalną Niemiec.
Graniczna Placówka Kontrolna Straży Granicznej w Kostrzynie nad Odrą – zlikwidowana graniczna jednostka organizacyjna Straży Granicznej wykonująca kontrolę graniczną osób, towarów i środków transportu bezpośrednio w przejściach granicznych na granicy z granicy państwowej z Republiką Federalną Niemiec.

## Formowanie i zmiany organizacyjne
W październiku 1945 Naczelny Dowódca Wojska Polskiego nakazywał sformować na granicy państwowej 51 przejściowych punktów kontrolnych (PPK). Na terenie Kostrzyna nad Odrą zorganizowano przejściowe punkty kontrolne Kostrzyn (PPK Kostrzyn), każdy o etacie nr 8/12 m i obsadzie 10 żołnierzy i 1 pracownika cywilnego w strukturach 3. Oddziału Ochrony Pogranicza:
- Przejściowy Punk Kontrolny Kostrzyn nr 8 – kolejowy
- Przejściowy Punk Kontrolny Kostrzyn nr 9 – drogowy – III kategorii.

W 1946 Przejściowy Punkt Kontrolny Kostrzyn został przeformowany do kategorii A według etatu nr 7/10. Rozwiązano PPK nr 9, a obsada PPK drogowego weszła w skład PPK nr 8. W marcu 1947 kolejowo–drogowy PPK Kostrzyn wyłączony ze struktur 3. Szczecińskiego Oddział WOP w Szczecinie i włączony do struktur 2. Poznańskiego Oddziału WOP w Krośnie Odrzańskim. W 1947 przyjęły nazwę granicznej placówki kontrolnej WOP.
Zgodnie z rozkazem organizacyjnym MON nr 233/org. z 15.10.1947, 15 listopada 1947 sformowano rzeczne GPK Kostrzyn kategorii D według etatu 7/33 o stanie 17 wojskowych i 1 kontraktowy.
W 1948 nastąpiła kolejna reorganizacja Wojsk Ochrony Pogranicza. Oddziały WOP przeformowano w brygady ochrony pogranicza, a graniczne placówki kontrolne w Kostrzynie przemianowano na Graniczne Placówki Ochrony Pogranicza będące w strukturach 10 Brygady Ochrony Pogranicza:
- Kolejowo–drogowe – przeformowane według etatu nr 7/51 kategorii A nr 10
- Rzeczne nr 9.

W 1950 GPK otrzymała statut przejścia kolejowo–drogowego i etat nr 096/18 . Do końca 1954 GPK pod względem operacyjnym podporządkowane było bezpośrednio pod sztab 9 Brygady WOP w Krośnie Odrzańskim, a pod względem zaopatrzenia logistycznego przydzielone było do 93 batalionu WOP w Słubicach.
1 lipca 1965 WOP podporządkowano Ministerstwu Obrony Narodowej, Dowództwo WOP przeformowano na Szefostwo WOP z podległością Głównemu Inspektoratowi Obrony Terytorialnej. Do Ministerstwa Spraw Wewnętrznych odeszła cała kontrola ruchu granicznego oraz ochrona GPK. Tym samym naruszono jednolity system ochrony granicy państwowej. GPK Kostrzyn weszła w podporządkowanie Wydziału Kontroli Ruchu Granicznego Komendy Wojewódzkiej Milicji Obywatelskiej, kontrolę graniczną wykonywali funkcjonariusze Milicji Obywatelskiej podlegli MSW.
1 października 1971 WOP został podporządkowany pod względem operacyjnym, a od 1 stycznia 1972 pod względem gospodarczym MSW. Do WOP powrócił cały pion kontroli ruchu granicznego wraz z przejściami. Przywrócono jednolity system ochrony granicy państwowej. GPK Kostrzyn podlegała bezpośrednio pod sztab 9 Lubuskiej Brygady WOP w Krośnie Odrzańskim. Po rozformowaniu Lubuskiej Brygady WOP, 1 listopada 1989 GPK Kostrzyn została włączona w struktury Pomorskiej Brygady WOP w Szczecinie i tak funkcjonowała do 15 maja 1991 .
Straż Graniczna:
Po rozwiązaniu Wojsk Ochrony Pogranicza, 16 maja 1991 Graniczna Placówka Kontrolna Kostrzyn została przejęta przez Lubuski Oddział Straży Granicznej w Krośnie Odrzańskim i przyjęła nazwę Graniczna Placówka Kontrolna Straży Granicznej w Kostrzynie nad Odrą (GPK SG w Kostrzynie nad Odrą).
W 2000 rozpoczęła się reorganizacja struktur Straży Granicznej związana z przygotowaniem Polski do wstąpienia do Unii Europejskiej i przystąpieniem do Traktatu z Schengen. Podczas restrukturyzacji wprowadzono kompleksową ochronę granicy już na najniższym szczeblu organizacyjnym tj. strażnica i graniczna placówka kontrolna. Wprowadzona całościowa ochrona granicy zniosła podział na graniczne jednostki organizacyjne ochraniające tylko tzw. „zieloną granicę” i prowadzące tylko kontrole ruchu granicznego. W wyniku tego, 2 stycznia 2003 przejęła wraz z obsadą etatową pod ochronę odcinek, po rozformowanej Strażnicy SG w Kostrzynie nad Odrą.
Jako Graniczna Placówka Kontrolna Straży Granicznej w Kostrzynie nad Odrą funkcjonowała do 23 sierpnia 2005 i 24 sierpnia 2005 Ustawą z 22 kwietnia 2005 O zmianie ustawy o Straży Granicznej... została przekształcona na Placówkę Straży Granicznej w Gorzowie Wielkopolskim (PSG w Kostrzynie nad Odrą).

## Ochrona granicy
Straż Graniczna:
2 stycznia 2003 GPK SG w Kostrzynie nad Odrą przejęła pod ochronę po zlikwidowanej Strażnicy SG w Kostrzynie nad Odrą, odcinek granicy państwowej.

### Podległe przejścia graniczne
Stan z 21 listopada 1992
- Kostrzyn-Kietz (kolejowe)
- Kostrzyn-Kietz (drogowe).

## Dowódcy/komendanci granicznej placówki kontrolnej
Dowódcy/komendanci kolejowo–drogowego GPK:
- mjr Kazimierz Kasperski (był w 10.1946)[g] (kolejowe)
- kpt. Aleksander Żywiecki (1947–1948)[14]
- por. Adolf Tynfowicz (od 1948)[14]
- por./kpt. Jan Dereń (01.01.1951–31.07.1953)[15]
- por. Karol Majko (od 1953)
- mjr Rajmund Pinkowski (był w 1960–06.04.1963)[16][14]
- mjr/ppłk Stanisław Przywara (08.10.1963–1978)[14][17]
- kpt. MO Jan Dzieża[18]
- kpt./mjr Julian Stępień (26.05.1981–był 31.07.1990)[19]
- kpt. Konstanty Grabun[14]
- mjr Edmund Betański[14]
- Kowalski[20]
- por. Józef Sawko[20].

Dowódcy rzecznego GPK:
- por. Karol Majko (był w 1951)[14]
- ppor. Kazimierz Matuszak[14]
- por. Tadeusz Król[14].

Komendanci GPK SG:
- mjr SG Jan Tomasik (01.08.2002–23.08.2005)[20] – do przeformowania.